# Zhenjin
Zhenjin (chinês: 真金; 1243 - 5 de janeiro de 1286), também chamado  Jingim, Chinkim, ou Chingkim (em mongol:  Чингим/Chingim), foi o segundo filho de Kublai Khan, fundado da dinastia Yuan. Foi designado como Príncipe Herdeiro (皇太子) por Kublai Khan em 1273, e tornou-se chefe de Zhongshusheng (Chinês: 中書省, "Secretário Geral"). O mongebudista Haiyun deu-lhe o nome de Zhenjin (Ouro Verdadeiro) quando ele nasceu em 1243. Ele também é conhecido por ser adepto do confucianismo. Zhenjin morreu em 5 de janeiro de 1286, 8 anos antes de seu pai Kublai Khan. Angustiado pela sua morte, Kublai Khan fez do filho de Zhenjin, Temür, o novo príncipe herdeiro, o qual mais tarde viria a se tornar Temür Khan ou Imperador Chengzong.

## Cultura popular
Príncipe Chinkin é um personagem central da minissérie ítalo-americana de 1989 Marco Polo, vivido pelo ator Junichi Ishida.
"Prince Jingim" é também um personagem central da série original da Netflix de 2014 Marco Polo, vivido pelo ator Remy Hii.